# Nairobi Nationalpark
Nairobi Nationalpark blev grundlagt i 1946, og ligger 8 kilometer udenfor byen Nairobi i Kenya. Parken omfatter et område på omkring 120 km², hovedsagelig savannelandskab.
Parkens population af dyr varierer med sæsoner og regntider, men det regnes alligevel med at der er omkring 80 dyrearter og over 500 fuglearter i parken.